# Eila
L'Eila (occità) o Isle (francès) és un riu de l'Occitània (regió de Nova Aquitània) que neix al departament d'Alta Viena, al sud del poble de Rongeras (municipi de Janalhac) a 375 m d'altitud. Té 255 km de longitud, dels quals 87 km són navegables. Desemboca al riu Dordonya a Liborna.